# Hedyosmum uniflorum
Hedyosmum uniflorum är en tvåhjärtbladig växtart som beskrevs av C.A. Todzia. Hedyosmum uniflorum ingår i släktet Hedyosmum och familjen Chloranthaceae. Inga underarter finns listade i Catalogue of Life.